# Copa da Libéria de Futebol
The Liberian Football Association Cup, é o principal torneio eliminatório do futebol masculino de  da Libéria. É organizado pela Associação de Futebol da Libéria.

## LFA Cup Campeõesá finalists
- 1974 : Mighty Barrolle (Monrovia)
- 1975 : Não houve
- 1976 : Cedar United (Monrovia)
- 1977 : Cedar United (Monrovia)
- 1978 : Mighty Barrolle (Monrovia)
- 1979 : Não houve
- 1980 : Não houve
- 1981 : Mighty Barrolle (Monrovia)
- 1982 : Saint Joseph Warriors
- 1983 : Mighty Barrolle (Monrovia)
- 1984 : Mighty Barrolle (Monrovia)
- 1985 : Mighty Barrolle (Monrovia)
- 1986 : Mighty Barrolle (Monrovia)
- 1987 : Invincible Eleven (Monrovia)
- 1988 : LPRC Oilers (Monrovia)
- 1989 : LPRC Oilers (Monrovia)
- 1990 : Não houve
- 1991 : Invincible Eleven (Monrovia)
- 1992 : NPA Anchors (Monrovia) 3-1 Invincible Eleven
- 1993 : LPRC Oilers (Monrovia)
- 1994 : NPA Anchors (Monrovia)
- 1995 : Mighty Barrolle (Monrovia)
- 1996 : Junior Professional (Monrovia)
- 1997 : Invincible Eleven (Monrovia)
- 1998 : Invincible Eleven (Monrovia)  1-2 1-0 Junior Professional
- 1999 : LPRC Oilers (Monrovia)
- 2000 : LPRC Oilers (Monrovia)
- 2001 : não houve
- 2002 : Mighty Blue Angles (Unific. Town) bt Mark Professionals
- 2003 : LISCR FC
- 2004 : LISCR FC  2-0 Bassa Defender
- 2005 : LPRC Oilers (Monrovia)
- 2006 : NPA Anchors (Monrovia) 2-2 Mighty Barrolle (Monrovia) (aet, 3-2 pen) [1]
- 2007 : Saint Joseph Warriors bt  LISCR FC
- 2008 : Monrovia Black Star (Monrovia) 4-1 Mighty Barrolle
- 2009 : Barrack Young Controllers 1-0 LPRC Oilers (Monrovia)
- 2010 : Aries 4-3 Black Star [2]
- 2011 : Invincible Eleven 1-0 Barrack Young Controllers [3]
- 2012 : Barrack Young Controllers II (reserve side) 1-0 Watanga FC [4]
- 2013 : Barrack Young Controllers 6-0 Fatu FC [5]
- 2013/14 : FC Fassell 1-0 NPA Anchors (Monrovia)